# Bhanotia
Bhanotia es un género de peces singnatiformes de la familia Syngnathidae.

## Especies
Se reconocen las siguientes especies:
- Bhanotia fasciolata
- Bhanotia nuda
- Bhanotia pauciradiata